# Thyra Christensen
Thyra Christensen (født 1920, død 1995) var en dansk journalist. 
Hun modtog Cavlingprisen i 1969 for kampagnen i sagen om erstatning til personer, der er blevet invalide efter offentlige vaccinationer.